# Эрвал-Секу
Эрвал-Секу (порт. Erval Seco) — муниципалитет в Бразилии. входит в штат Риу-Гранди-ду-Сул. Составная часть мезорегиона Северо-запад штата Риу-Гранди-ду-Сул. Входит в экономико-статистический микрорегион Фредерику-Вестфален, который входит в Северо-запад штата Риу-Гранди-ду-Сул. Население составляет 8417 человек на 2006 год. Занимает площадь 363,892км². Плотность населения — 23,1 чел./км².
Праздник города — 12 апреля.

## История
Город основан 12 апреля 1964 года.

## Статистика
- Валовой внутренний продукт на 2003 составляет 79 325 780,00 реалов (данные: Бразильский институт географии и статистики).
- Валовой внутренний продукт на душу населения на 2003 составляет 9049,26 реала (данные: Бразильский институт географии и статистики).
- Индекс развития человеческого потенциала на 2000 составляет 0,740 (данные: Программа развития ООН).